# Софи Канингем
Софи Елизабет Канингем (енгл. Sophie Elizabeth Cunningham (рођена 16. августа 1996) је америчка професионална кошаркашица за Индијана Февер у оквиру Женске националне кошаркашке асоцијације (ВНБА). Играла је колеџ кошарку за Мисури тајгерсе.

## Кратка биографија
Канингем је рођена 16. августа 1996. године, као ћерка Џима и Пауле Канингем. Њени родитељи су били студенти спортисти на Универзитету у Мисурију, као и други чланови њене породице. Стекла је црни појас у теквонду са шест година.
Канингем је похађала средњу школу Рок Бриџ, где је била звезда у женском кошаркашком и одбојкашком тиму. Када је шутер њеног школског тима у америчком фудбалу завршила сезону због повреде предњег укрштеног лигамента, Канингем се такође придружила фудбалском тиму као њихов шутер, постигавши два од четири покушаја из игре.

## Колеџ каријера
Канингем је играла четири сезоне колеџ кошарке на Универзитету Мисури у Колумбији, Мисури, за Тигрове. У 129 стартних утакмица у каријери, Канингем је просечно бележила 17,0 поена по утакмици, 5,4 скока по утакмици и 3,0 асистенције по утакмици за Тигрове.

## Професионална каријера

### Финикс Меркјури (2019–2025)
Канингем је изабрана као тринаести (13.) укупни пик, први пик у другој рунди, на ВНБА драфту 2019. године од стране Финикс Меркјурија. Канингем је била осма бивша студенткиња Универзитета Мисури која је драфтована у ВНБА и била је највиши избор за бившу играчицу Тајгерса.

### Индијана фиверси (2025–данас)
Дана 31. јануара 2025. године, Канингем је трејдована у Индијана Фивер у размени четири тима, у којој су учествовали и Далас вингси и Конектикат санси. Канингем је стекла признање као изнуђивач Фиверса након што је избачена из утакмице против Конектикат санса јер је зграбила Џејси Шелдон и почистила је патос са њом као одмазду за то што је Шелдон раније у утакмици убола њену саиграчицу Кејтлин Кларк у око.  Инцидент је постао виралан, што је довело до драматичног повећања продаје Канингеминог дреса и стотина хиљада нових пратилаца на њеним налозима на друштвеним мрежама.

## Каријера аналитичара
У децембру 2022. године, Канингем је постала стални аналитичар за Финикс сансе у њиховим ТВ преносима „Sons Live!“ пре утакмице, на полувремену и после утакмице.